# Магнай
Магна́й (каз. Мағынай) — село у складі Карабалицького району Костанайської області Казахстану. Входить до складу Новотроїцького сільського округу.
Населення — 218 осіб (2021; 353 у 2009, 364 у 1999, 405 у 1989).
У радянські часи село мало статус селища.